# Collaea
Genre
Classification APG III (2009)
Collaea est un genre de plantes à fleurs de la famille des Fabacées. Ce sont des arbustes originaires d'Amérique du Sud.

## Description
Les espèces du genre Collaea sont des buissons, aux feuilles trifoliolées-pennées et aux fleurs semblables à celles du pois.
Toutes les espèces du genre comptent 2n = 20 chromosomes.

## Répartition
Les espèces du genre Collaea sont toutes originaires d'Amérique du Sud : Argentine, Bolivie, Brésil, Paraguay et Pérou.

## Liste des espèces
La liste des espèces est issue des index IPNI et Tropicos à la date de juillet 2012. Les espèces maintenues dans le genre sont en caractères gras :
- Collaea angustifolia (Kunth) Benth. (1837) : voir Galactia jussiaeana var. angustifolia (Kunth) Burkart - synonyme : Galactia angustifolia Kunth
- Collaea argentina Griseb. (1874) - synonymes : Collaea formosa Griseb., Galactia formosa (Griseb.) Stuck. ex Seckt.
- Collaea aschersoniana (Taub.) Burkart (1952) - synonyme : Galactia aschersoniana Taub.
- Collaea bullata Benth. (1859) : voir Galactia bullata (Benth.) Taub.
- Collaea cinerascens Graham ex Wall. (1831) : voir Cajanus mollis (Benth.) Maesen
- Collaea cipoensis Fortunato (1995)
- Collaea coriacea Glaz. (1906)
- Collaea crassifolia Benth. (1837) : voir Galactia crassifolia (Benth.) Taub.
  - Collaea crassifolia var. angustifolia Benth. (1859) : voir Galactia neesii DC. - synonyme : Collaea neesii var. floribunda Benth.
- Collaea decumbens Benth. (1849) : voir Galactia decumbens (Benth.) Chodat & Hassl.
- Collaea diversifolia Benth. (1859) : voir Galactia dimorpha Burkart - synonyme : Galactia diversifolia (Benth.) Hoehne[2]
- Collaea formosa Griseb. (1874) : voir Collaea argentina Griseb.
- Collaea gibba Graham ex Wall. (1831) - spécimen a : voir Cajanus heynei (Wight & Arn.) Maesen - synonymes : Atylosia kulnensis (Dalzell) Dalzell, Cajanus kulnensis Dalzell, Dunbaria heynei Wight & Arn., Dunbaria oblonga Arn. - spécimens b et c : voir Rhynchosia courtallensis Maesen - synonyme : Dunbaria latifolia Wight & Arn.[3]
- Collaea glaucescens (Kunth) Benth. (1837) : voir Galactia glaucescens Kunth
- Collaea grewiifolia Benth. (1837) : voir Galactia grewiifolia (Benth.) Taub.
- Collaea guianensis Klotzsch ex Schomb. (1848)
- Collaea lancifolia Benth. (1859) : voir Galactia glaucescens var. lancifolia (Benth.) Burkart
- Collaea latisiliqua (Desv.) Benth. (1837) : voir Galactia latisiliqua Desv.
- Collaea laureola Bertero ex Colla (1835) : voir Ardisia coriacea Sw.
- Collaea longiflora (Arn.) Benth. (1837) - synonyme : Galactia longiflora Arn.
- Collaea longifolia Benth. (1859) : voir Galactia hoehnei Burkart - synonyme : Galactia longifolia (Benth.) Hoehne[4]
- Collaea macrophylla Benth. (1837) : voir Galactia boavista (Vell.) Burkart - synonymes : Cytisus boavista Vell., Galactia macrophylla (Benth.) Taub.
- Collaea martii (DC.) Benth. (1837) : voir Galactia martii DC.
- Collaea mollis Graham ex Wall. (1831) : voir Cajanus mollis (Benth.) Maesen - synonymes : Atylosia mollis Benth., Cantharospermum molle (Benth.) Taub.
- Collaea neesii (DC.) Benth. (1837) : voir Galactia neesii DC.
  - Collaea neesii var. floribunda Benth. (1837) : voir Galactia neesii DC.
  - Collaea neesii var. latifolia Benth. (1837) : voir Galactia neesii DC.
- Collaea obtusa Benth. (1837) : voir Galactia glaucescens var. obtusa (Benth.) Burkart
- Collaea paraguariensis (Hassl.) R.C.García (1989) - synonyme : Galactia speciosa fo. paraguariensis Hassl.
- Collaea pascuorum Mart. ex Benth. (1837)
- Collaea pedicellatum Benth. (1840)
- Collaea peduncularis Benth. (1837) : voir Galactia peduncularis (Benth.) Taub.
- Collaea pendula (Pers.) Benth. (1837) : voir Galactia pendula Pers.
- Collaea rigida Glaz. (1906) : voir Galactia stereophylla Harms
- Collaea rosea Benth. (1839) : voir Galactia jussiaeana Kunth
- Collaea rotundifolia Benth. (1859) : voir Galactia douradensis Taub. - synonyme : Galactia rotundifolia (Benth.) Malme[5]
- Collaea rugosa Benth. (1837) : voir Galactia rugosa (Benth.) S.Moore
- Collaea scarlatina Mart. ex Benth.(1837) : voir Camptosema scarlatinum (Mart. ex Benth.) Burkart - synonyme : Galactia scarlatina (Mart. ex Benth.) Taub.
  - Collaea scarlatina var. calycina Benth. (1837) : voir Camptosema scarlatinum (Mart. ex Benth.) Burkart
  - Collaea scarlatina var. latifolia Benth. (1837) : voir Camptosema scarlatinum (Mart. ex Benth.) Burkart
  - Collaea scarlatina var. oblongifolia Benth. (1837) : voir Camptosema scarlatinum var. pohlianum (Benth.) Burkart
  - Collaea scarlatina var. pohliana Benth. (1837) : voir Camptosema scarlatinum var. pohlianum (Benth.) Burkart
  - Collaea scarlatina var. pubescens Micheli (1875) : voir Camptosema scarlatinum var. pubescens (Micheli) Burkart
- Collaea speciosa (Loisel.) DC. (1825) - synonymes : Collaea velutina Benth., Cytisus speciosus Loisel., Galactia speciosa (Loisiel.) Britton
- Collaea stenophylla (Hook. & Arn.) Benth. (1859) - synonyme : Galactia stenophylla Hook. & Arn.
- Collaea tomentosa Benth. (1859) : voir Galactia eriosematoides Harms
- Collaea trinervia DC. (1825) : voir Cajanus trinervius (DC.) Maesen - synonymes : Atylosia trinervia (DC.) Gamble, Cantharospermum trinervium (DC.) Taub., Cantharospermum trineurum (DC.) Taub., Odonia trinervia (DC.) Spreng.
- Collaea velutina Benth. (1837) : voir Collaea speciosa (Loisel.) DC.
- Collaea venosa Graham ex Wall. (1831) : espèce non décrite (liste de Wallich)
- Collaea virgata Benth. (1859) : voir Collaea stenophylla (Hook. & Arn.) Benth. - synonymes : Galactia hassleriana Chodat, Galactia stenophylla var. hassleriana (Chodat) Hassl., Galactia stenophylla var. virgata (Benth.) Hassl., Galactia virgata (Benth.) Chodat & Hassl.

## Historique et position taxinomique
En 1825, Augustin Pyrame de Candolle décrit ce genre sous le nom de Collaea, en hommage à Luigi Aloysius Colla.
En 1859, George Bentham effectue un récapitulatif du genre qui atteint alors son extension maximale
En 1894, Paul Taubert fait du genre Collaea en entier une section du genre Galactia et le rend donc synonyme. Il répartit les espèces en trois subdivisions : Platystylus, Collaearia et Galactiaria.
En 1904, Robert Chodat et Émile Hassler ne suivent pas Taubert mais déplacent quelques espèces dans le genre Galactia.
Arturo Erhardo Burkart, dans un premier temps, en 1942, confirme la position de Taubert, puis en 1952 et 1971, maintient une partie du genre Collaea (la section Collaearia) comme distincte du genre Galactia.
En 1991, Graziela Maciel Barroso revient sur cette position de Burkart considérant les différences comme inconsistantes. Collaea est à nouveau un synonyme de Galactia
Mais en 2003, la distinction des deux genres est confirmée par les études phylogénétiques de Luciano Paganucci de Queiroz et al..
Le genre Collaea fait partie de la sous-famille des Faboideae, de la tribu des Phaseoleae et de la sous-tribu des Diocleinae.